# Pyxicephalidae
Pyxicephalidae is een familie van kikkers. De groep werd voor het eerst wetenschappelijk beschreven door Karel Lucien Bonaparte in 1850. Oorspronkelijk werd de wetenschappelijke naam Pyxicephalina gebruikt. Er is nog geen Nederlandse naam voor deze familie, waarvan de soorten vroeger behoorden tot de echte kikkers of Ranidae.
Er zijn 77 soorten in twee onderfamilies en twaalf geslachten. Alle soorten komen voor in delen van Afrika, ten zuiden van de Sahara. Het is een vrij onbekende familie van kikkers in vergelijking met andere groepen.

## Taxonomie
Familie Pyxicephalidae
- Onderfamilie Cacosterninae
  - Geslacht Amietia
  - Geslacht Anhydrophryne
  - Geslacht Arthroleptella
  - Geslacht Cacosternum
  - Geslacht Microbatrachella
  - Geslacht Natalobatrachus
  - Geslacht Nothophryne
  - Geslacht Poyntonia
  - Geslacht Strongylopus
  - Geslacht Tomopterna
- Onderfamilie Pyxicephalinae
  - Geslacht Aubria
  - Geslacht Pyxicephalus

Allophrynidae · 
Alsodidae · 
Alytidae · 
Aromobatidae · 
Arthroleptidae · 
Myobatrachidae · 
Batrachylidae · 
Blaasoppies · 
Bombinatoridae · 
Boomkikkers · 
Brachycephalidae · 
Calyptocephalellidae · 
Ceratobatrachidae · 
Ceratophryidae · 
Conrauidae · 
Craugastoridae · 
Cycloramphidae · 
Dicroglossidae · 
Echte kikkers · 
Eleutherodactylidae · 
Fluitkikkers · 
Glaskikkers · 
Gouden kikkers · 
Graafkikkers · 
Hemiphractidae · 
Hylodidae · 
Knoflookpadden · 
Limnodynastidae · 
Megophryidae · 
Mexicaanse gravende padden · 
Micrixalidae · 
Microhylidae · 
Nasikabatrachidae · 
Nieuw-Zeelandse oerkikkers · 
Nyctibatrachidae · 
Odontobatrachidae · 
Odontophrynidae · 
Padden · 
Pelodytidae · 
Petropedetidae · 
Phrynobatrachidae · 
Pijlgifkikkers · 
Ptychadenidae · 
Pyxicephalidae · 
Ranixalidae · 
Rhinodermatidae · 
Rietkikkers · 
Scaphiopodidae · 
Schuimnestboomkikkers · 
Seychellenkikkers · 
Spookkikkers · 
Staartkikkers · 
Telmatobiidae · 
Tongloze kikkers